# Cyclodomorphus
Cyclodomorphus – rodzaj jaszczurek z podrodziny Egerniinae w rodzinie scynkowatych (Scincidae).

## Zasięg występowania
Rodzaj obejmuje gatunki występujące w Australii.  

## Systematyka

### Etymologia
- Cyclodomorphus: rodzaj Cyclodus Wagler, 1828; gr. μορφη morphē „forma, wygląd”[4].
- Hemisphaeriodon: gr. ἡμι- hēmi- „pół-, mały”, od ἡμισυς hēmisus „połowa”[5]; σφαιρος sphairos „kula, okrąg, glob”[6]; οδους odous, οδοντος odontos „ząb”[7]. Gatunek typowy: Hinulia gerrardii J.E. Gray, 1845.

### Podział systematyczny
Do rodzaju należą następujące gatunki:  
- Cyclodomorphus branchialis
- Cyclodomorphus casuarinae
- Cyclodomorphus celatus
- Cyclodomorphus gerrardii
- Cyclodomorphus maximus
- Cyclodomorphus melanops
- Cyclodomorphus michaeli
- Cyclodomorphus praealtus
- Cyclodomorphus venustus